# Pedro Abad
Pedro Abad is een gemeente in de Spaanse provincie Córdoba in de regio Andalusië met een oppervlakte van 24 km². Pedro Abad telt 2.903 inwoners (1 januari 2016).

## Demografische ontwikkeling
Bron: INE, 1857-2011: volkstellingen